# Team BDS
Team BDS est une organisation professionnelle de sport électronique suisse qui possède actuellement des équipes sur Rainbow Six: Siege et League of Legends. L'équipe est principalement connue pour son ancienne section sur le jeu Rocket League, où elle est double championne du monde en 2022 et en 2024, ainsi que vice-championne en 2023. Sur League of Legends, l'équipe est engagée dans la plus haute division européenne, le LEC en plus d'une académie en LFL. Team BDS a également aligné des équipes sur Valorant, Fortnite, TrackMania, FIFA, Call of Duty et Apex Legends.

## Historique
L'origine du nom BDS est l'acronyme de Bailo De Spoelberch, le nom du PDG et propriétaire de l'équipe, Patrice Bailo De Spoelberch. Héritier de la famille Spoelberch et actionnaire important du groupe brassicole AB InBev. La Team BDS s'est hissée au devant de la scène européenne et mondiale rapidement. La stratégie établie semble être à la recherche de nouveaux talents sur différents jeux et de les encadrer pour atteindre des résultats sportifs [citation nécessaire].
Le 14 avril 2023, l'équipe annonce un partenariat avec Médecins sans frontières. Ils s'engagent à donner un pourcentage des bénéfices de la vente des maillots à l'association afin de participer aux financements des missions humanitaires.
Le 21 novembre 2024, Team BDS annonce que son fondateur, Patrice Bailo De Spoelberch a été retiré du conseil d'administration. Cela fait suite à ses déclarations sur le réseau social X, où il a affirmé dans un message rapidement supprimé que « Une femme qui ose recourir à l'avortement devrait perdre le droit d'avoir des enfants. » Ce message a suscité une vague d'indignations, notamment de la part des supporters francophones et l'annulation d'un tournoi Rocket League organisé par Team BDS la semaine suivante.

## Rainbow Six: Siege
Rainbow Six : Siege est le jeu à l'origine de la création de la structure. Créée en mai 2019, elle échouera à se qualifier pour le Six Major 2019 mais se consolera avec une 3e place très prometteuse à la Dreamhack de Montréal, en ayant battu G2, vainqueur en titre du Six Invitational, moins de 6 mois après sa création.
L'équipe débutera la saison 2020 sur la même dynamique, puisqu'elle obtiendra sa place pour le Six Invitational et y terminera 4e. En moins d'un an d'existence, l'équipe Suisse est devenue une référence mondiale dans le paysage esportif de Rainbow Six. Et sa série ne s'arrêtera pas, puisqu'elle remportera coup sur coup le Six August Major - Europe, la ligue française et terminera son année par deux 2e place, échouant en finale du Six November Major - Europe et en finale de la ligue européenne.
En 2021, leurs performances sur les évènements majeurs seront plus décevantes puisqu'ils termineront quart-de-finalistes au Six Invitational, demi-finalistes du Six Mexico Major en août et quart-de-finalistes du Six Sweden Major en novembre. Cependant, ils prendront leur revanche sur la saison passée en remportant la ligue européenne.
En 2022, ils rateront complètement leur Six Invitational mais se rattraperont bien en terminant quart-de-finalistes du Six Charlotte Major mais surtout en remportant le Gamers8, un tournoi organisé à Riyad, en Arabie Saoudite, hors du circuit international mais au plateau très relevé en raison des gains particulièrement élevés.

### Effectif
| Nat. | Pseudo  | Nom                | Rôle | Date d'entrée  |
| ---- | ------- | ------------------ | ---- | -------------- |
|      | Freq    | Davey Hendriks     | TBD  | 1er avril 2025 |
|      | Lasmooo | Vivien Berthelot   | TBD  | 1er avril 2025 |
|      | P4      | Nicolas Rimbaud    | TBD  | 1er avril 2025 |
|      | Robby   | Roberto Pintarelli | TBD  | 1er avril 2025 |
|      | Virtue  | Jake Grannan       | TBD  | 1er avril 2025 |

|  | Lyloun  | Laurie Lagier | Head Coach      | 1er avril 2025 |
|  | Helbee  | Louis Bureau  | Coach           | 1er avril 2025 |
|  | Eden    | Loïc Sennepin | Coach           | 1er avril 2025 |
|  | DaReeal | Adrian Alili  | Content Creator | 1er juin 2022  |

## Rocket League
L'équipe Rocket League est formée début 2020 après avoir racheté l'équipe ARG. Elle s'engage en deuxième division mondiale pour le segment de printemps des Rocket League Rival Series. Pour sa première compétition, l'équipe remporte le titre et est donc promue en première division, pour la saison X des Rocket League Championship Series.
Les débuts de l'équipe sont exceptionnels puisqu'elle remporte les deux premiers Regionals, est demi-finaliste du troisième, et remporte, en battant Team Vitality, le Major européen (en raison de la pandémie de Covid-19, il a été organisé un major par région plutôt qu'un major mondial). L'équipe impressionne par sa domination et poursuit sa série, en remportant le premier et le dernier tournoi Regional du segment d'hiver, terminant tout de même 3e du deuxième tournoi. Elle remporte à nouveau le Major Européen en s'imposant une nouvelle fois face à Team Vitality. Le dernier segment se déroule un peu moins bien puisque l'équipe Suisse ne remporte que le premier Regional, terminant quart-de-finaliste et demi-finaliste des deux suivants. Cependant, elle parviendra à réaliser le triplé et à remporter un troisième Major d'affilée en s'imposant cette fois-ci contre Solary. Les championnats du monde étant annulés et transformés en championnats d'Europe, c'est dans la peau d'un grandissime favori que BDS aborde le tournoi. Néanmoins, l'équipe échoue au moment le plus important de sa saison en s'inclinant en finale face à son grand rival qu'il a pourtant dominé toute la saison, la Team Vitality
La saison 2021-2022 débute bien pour BDS, mais l'équipe semble un cran en dessous de son niveau de l'année passée, terminant finaliste du premier Regional d'automne et demi-finaliste des deux suivants. Qualifié pour la première fois pour un tournoi physique intercontinental, BDS remporte finalement son quatrième Major d'affilée, battant en finale les américains de NRG Esports. La suite de la saison se passe moins bien pour BDS qui remporte un Regional durant le segment d'hiver, mais qui échoue à conserver son titre au Major, tombant au deuxième tour des play-offs. Après cet échec, l'équipe décide de faire des changements et se sépare de son joueur Marc « MaRc_By_8 » Domingo et de son entraîneur Javier « Kael » Ojeda. Ils sont remplacés respectivement par Enzo « Seikoo » Gondrein et Théo « Mew » Ponzoni pour former un effectif 100% français. Ces changements seront très efficaces puisque le segment de printemps se passera très bien, rappelant la domination de l'année 2021. En effet, ils remporteront les deux premiers Regionals et seront finalistes du troisième. De nouveau principale favorite du Major, l'équipe Suisse ratera complètement son tournoi, éliminé dès le premier tour des play-offs. L'équipe est tout de même qualifiée pour ses premiers championnats du monde mais ne sera pas tête de série européenne. Elle y réalise un parcours exceptionnel, ne perdant aucun match et battant en finale G2 Esports pour remporter son premier titre de champion du monde.
L'équipe conserve le même roster de joueurs pour la saison 2022-2023. Le début de saison sera compliqué. Éliminés par Quadrant en quart de finale du premier Regional, puis par la  en quarts de finale du régional suivant, ils s'effondrent lors du 3e Regional en ne passant même pas la phase de ronde suisse, battus notamment par Williams Resolve et Team Liquid.
Ces résultats laissent BDS à la 8e place des classements européens, insuffisant pour se qualifier au Major.
Pendant le split d'hiver, ne dépasse jamais les quarts de finale sur les 3 évènements régionaux, éliminés successivement par Moist, German Amigos puis la Karmine Corp.
Des résultats insuffisants qui mèneront BDS à un changement dans le roster : Extra laisse sa place à rise.
Avec le jeune anglais, BDS entame le 3e et dernier split de la saison avec une encourageante 3e place au premier Regional. Malgré une défaite précoce face à la Karmine Corp en upper bracket, BDS remontera tout le lower bracket jusqu'en demi-finale (ou finale du lower bracket) pour s'incliner finalement lourdement 4-0 face à Team Liquid.
Un parcours qu'ils répèteront au deuxième régional avec une défaite face à Vitality en upper bracket, une lower run convaincante en battant notamment Moist Esports et Team Liquid avant de s'incliner au bout du lower bracket contre Karmine Corp
Au 3e Regional de ce 3e split, BDS ira cette fois ci jusqu'en finale, par l'upper bracket, s'inclinant au bout de celui ci face à Vitality puis à nouveau en grande finale face à Vitality. une finale qui laisse BDS 2e au classement général du 2e split et 3e au classement global de la saison grâce aux double points de ce dernier split. L'arrivée de rise. aura permis à BDS de se qualifier non seulement pour le major, mais aussi pour les championnats du monde.
Lors du major, BDS brille en battant l'équipe américaine de Gen.G, en battant les solides saoudiens de Rule One, en envoyant Vitality en lower bracket, puis en achevant une équipe de Karmine Corp qui commet plusieurs erreurs défensives dans la manche décisive. En grande finale du Major, BDS s'incline contre une équipe de Vitality qui, revenue du lower bracket, parvient à réaliser le bracket reset puis à l'emporter dans la deuxième série.
Aux championnats du monde, BDS réalise à nouveau un excellent parcours en battant les saoudiens de Team Falcons, la Karmine Corp puis les américains de G2 Esports, la Team Liquid en demi-finale, puis une finale expéditive ou BDS s'inclinera malheureusement contre une équipe de Vitality impitoyable qui s'impose 4-0. Malgré cela, cette deuxième place est tout de même une excellente performance pour la structure suisse surtout après le début de saison compliqué.
La saison 2024 a été marquée par le retour en force de Team BDS, qui a su s’imposer parmi les meilleures équipes du monde grâce à des performances remarquables tout au long de l’année.
Après un début de saison en demi-teinte, l’équipe a su monter en puissance en Europe, remportant notamment l’Open Qualifier 5 et 6, des victoires cruciales qui leur ont permis d’engranger de précieux points pour la qualification aux événements internationaux.
Le moment clé de la saison est arrivé lors de l’Esports World Cup 2024, où Team BDS a démontré toute sa maîtrise en décrochant le titre face aux meilleures équipes mondiales. Ce succès leur a donné un élan considérable avant d’aborder le point culminant de l’année : les RLCS World Championship 2024.
Lors des Championnats du Monde, Team BDS a réalisé un parcours exceptionnel, éliminant plusieurs prétendants au titre avant d’affronter G2 Esports en grande finale. Dans une série disputée, BDS s’est imposé 4-2, décrochant ainsi son deuxième sacre mondial, un exploit qui les inscrit définitivement dans l’histoire de Rocket League.
Quelques semaines après cette victoire historique, Team BDS a annoncé la fermeture de sa section Rocket League.
Le 24 avril 2025, Team BDS annonce son retour sur la scène compétitive de Rocket League, avec son nouveau roster : Nico, GiuK, mtzR., ainsi que Extra en tant que coach.

## League of Legends

### Équipe LEC
Ayant la volonté de rejoindre League of Legends, l'équipe se met à la recherche d'un slot mais les ligues majeures sont fermées et les places en ligues régionales se font de plus en plus rares. Cependant, en mai 2020, l'équipe Suisse rachète le slot de Bastille Legacy, alors premiers de 2e division de LFL. Team BDS sera sacré champion et sera promu en LFL pour l'année 2021.
Après avoir terminé 4e du Spring Split et avoir raté les play-offs du Summer Split, les dirigeants souhaitent voir encore plus grand et rejoindre le plus haut niveau européen, la LEC. Alors en juin 2021, après une mauvaise saison sportive (relégation en deuxième division) mais également financière en raison de la pandémie de Covid-19, le club de football Schalke 04 décide de vendre son slot à BDS pour 26,5 millions d'euros. L'équipe fera ses débuts pour le Spring Split 2022 mais conservera son équipe en LFL, la transformant en équipe académique.
Malgré un recrutement intéressant avec des joueurs prometteurs et ayant déjà joué ensemble (Adam, Cinkrof, NUCLEARINT et xMatty ont tous joué pour la Karmine Corp), l'équipe sera très décevante terminant avant-dernière du Spring Split et dernière du Summer Split, malgré des échanges en cours de saison avec son équipe académique.
Pour 2023, l'équipe remplace certains de ses joueurs de LEC, notamment Agresivoo, Cinkrof et xMatty, par ceux de son académie : Adam, Sheo et Crownie. Hormis pour Cinkrof, le toplaner et l'AD Carry pourraient retrouver une place dans l'académie. Labrov rejoint BDS après 2 saisons chez Vitality, tandis que Grabbz et Duffman sont remplacés par GotoOne et MenQ, venant de l'académie, ainsi que Striker venant de la Karmine Corp.
Grâce au nouveau format de la LEC, le Winter Split se passe d'une façon très correcte pour une équipe attendue vers le bas du tableau. L'équipe suisse termine 5e durant la saison régulière avec un score de 5-4, et ils atteignent donc le group stage. Malheureusement pour eux, cette deuxième phase n'est pas concluante. Ils terminent donc 7e du split, après s'être inclinés face à Astralis 2-1.
Le Spring Split semble partir des mêmes bases que celles du Winter. Et ce split ne fût qu'une amélioration car cette fois-ci, l'équipe achève la saison régulière en 7-2, signifiant qu'ils sont premiers de cette phase. Ils atteignent donc une nouvelle fois le groupe stage, mais cette fois, de manière bien plus concluante. Ils enchaînent 2 victoires contre SK Gaming et KOI sans perdre une seule partie et se qualifient directement pour les phases finales. L'équipe suisse affronta Team Vitality durant le premier BO5 de l'histoire de BDS en LEC, et parviennent a atteindre la finale de la ligue en l'emportant 3-0 face aux abeilles. L'équipe se retrouve avec une série de 10 victoires, qui sera interrompue à 12 durant cette finale face aux MAD Lions, qu'ils ne parviendront pas à gagner. Ils doivent s'incliner 3-2 face à l'équipe espagnole, après un reverse sweep. Ainsi, BDS ne pourra pas se qualifier au MSI 2023. Notons que Juš « Crownie » Marušič, l'ADCarry de l'équipe suisse, parvient à faire 2 pentakill, respectivement face à KOI et MAD Lions avec Zeri.

### Effectifs LEC
| Nat. | Pseudo     | Nom                | Rôle     | Date d'entrée    |
| ---- | ---------- | ------------------ | -------- | ---------------- |
|      | Irrelevant | Joel Miro Scharoll | Top      | 23 décembre 2024 |
|      | 113        | Doğukan Balcı      | Jungle   | 23 décembre 2024 |
|      | nuc        | Ilias Bizriken     | Mid      | 20 décembre 2021 |
|      | Ice        | Yoon Sang-hoon     | AD Carry | 22 décembre 2023 |
|      | Parus      | Polat Furkan Çiçek | Support  | 23 décembre 2024 |

|  | Striker  | Yanis Kella           | Head Coach      | 20 décembre 2022 |
|  | Mephisto | Louis-Victor Legendre | Assistant Coach | 23 décembre 2024 |
|  | MenQ     | Marek Dziemian        | Assistant Coach | 20 décembre 2022 |
|  | Jujutw0  | Julien Izzo           | Assistant Coach | 23 décembre 2024 |

### Équipe LFL
Pour 2022, l'équipe se veut dominante. Ils commencent par recruter Tobiasz « Agresivoo » Ciba venant de Misfits Premier, Théo « Sheo » Borile venant de SK Gaming Prime, Juš « Crownshot » Marušič venant de Team Vitality en LEC ainsi que Adrien « GotoOne » Picard venant de chez GameWard. Seul Francisco José « Xico » Cruz Antunes et Robert « Erdote » Nowak restent dans l'équipe. Pour leur premier split avec cette équipe, ils terminent 3e de la saison régulière de la LFL, avec un score de 12-6. Ils s'inclinent en finale des playoffs face à LDLC OL avec un score de 2-3. Ils sont qualifiés aux European Masters, où ils sortiront à la phase de groupe, qui fut très compliquée pour l'équipe suisse.
Des changements ont été opérés entre les deux splits. Tobiasz « Agresivoo » Ciba et Robert « Erdote » Nowak partent en LEC, tandis que Adam « Adam » Maanane, lui, descend en académie. Pour remplacer Francisco José « Xico » Cruz Antunes, ils recrutent Steven « Reeker » Chen venant de chez MAD Lions en LEC. Pour finir ce sera Tobias « Dreamer Ace » Schreckeneder, venant de chez Unicorn of Love : Sexy Edition, qui sera choisi. Après des problèmes de santé pour ce dernier, Robert « Erdote » Nowak retourne en LFL. Ils terminent tout de même 2e de la saison régulière avec un score de 11-7, mais ils s'inclinent encore une fois en finale de la LFL face à LDLC OL avec un score de 1-3. Ils se qualifient aussi pour les European Masters, où ils termineront encore une fois 2e, en s'inclinant 2-3 face à Team Heretics, où ils ont fait face à deux anciens joueurs de BDS : Marcin « iBo » Lebuda et Subicz « bluerzor » Dániel. Ils joueront aussi la Coupe de France, où cette fois-ci, ils termineront à la 5-8e place en perdant face à Team GO.
Pour la saison 2023, l'équipe doit se métamorphoser. Ils décident de promouvoir Adam « Adam » Maanane, Théo « Sheo » Borile et Juš « Crownie » Marušič à l'équipe LEC, ainsi que Adrien « GotoOne » Picard et Marek « MenQ » Dzieman. Ils seront remplacés par Tobiasz « Agresivoo » Ciba et Matthew Charles « xMatty » Coombs, descendant du roster principal, ainsi que par Magnus « MAXI » Kristensen venant de Fnatic TQ et Paweł « delord » Szabla venant de Misfits Premier. Malgré quelques difficultés, et une saison régulière de LFL globalement complexe, ils parviennent à se hisser à la 6e place avec un score de 9-9, ce qui les qualifient aux playoffs. Durant ces playoffs, Team BDS remporte un BO5 face à Solary avec un score de 3-0, mais ils perdent 3-1 contre Team GO. L'équipe n'est donc pas qualifée aux EMEA Masters.

### Effectifs LFL
| Nat. | Pseudo    | Nom                | Rôle     | Date d'entrée    |
| ---- | --------- | ------------------ | -------- | ---------------- |
|      | PapiTeero | Antero Baldaia     | Top      | 3 avril 2025     |
|      | Shlatan   | Lucjan Ahmad       | Jungle   | 18 décembre 2024 |
|      | Toffe     | Tautvydas Gegeckas | Mid      | 18 décembre 2024 |
|      | Mishigu   | Kevin Westerbacka  | AD Carry | 3 avril 2025     |
|      | Myrtus    | Mohamed Rahli      | Support  | 18 décembre 2024 |

|  | Edward   | Edward Abgaryan  | Head Coach      | 18 décembre 2024 |
|  | Presence | Sherif El-Guindy | Strategic Coach | 18 décembre 2024 |

### Équipe féminine
| \| Nat. \| Pseudo \| Nom \| Rôle \| Date d'entrée \| \| ---- \| ------ \| --- \| ---- \| ------------- \| |        |     |      |               |
| Nat. | Pseudo | Nom | Rôle | Date d'entrée |

## TrackMania
Le suisse Sébastien « Affi » Affolter est recruté quelques jours avant la ZrT TrackMania Cup 2020 afin qu'il y participe avec le maillot BDS. Il se fait éliminer en quart-de-finale.
Il participe ensuite au segment d'automne de la Trackmania Grand League où il obtient de bons résultats, accrochant la seconde place de l'étape 3. Qualifié pour les play-offs, il terminera 5e. Durant le segment d'hiver, il terminera régulièrement 4e ce qui lui permettra d'accéder aux play-offs où il terminera 7e. Ses bons résultats en segments lui permettent d'être automatiquement qualifié pour la coupe du monde en juillet, où il se hissera en finale, et échouera au pied du podium, après un match épique où les 4 finalistes se tiennent en 3 points.
Pour la saison 2021-2022, Affi démarre fort en termine 3e puis 1er des deux premières étapes du segment d'automne. Il enchaînera de bons résultats pour finir la saison régulière à la 3e place et se donc se qualifier pour les play-offs. Après avoir éliminé coup sur coup les deux premiers de la phase régulière, Mudda en Final 6 et Gwen en Final 4, il échouera en finale face à Pac, passant à côté de son premier titre. Il se remotive cependant et démarre parfaitement l'année 2022 en remportant le Mid-Season Invitaional 2022, le premier titre pour BDS sur la scène e-sport Trackmania. Le segment de printemps sera toutefois plus difficile puisqu'il terminera 5e de la phase régulière et seulement 9e des play-offs. Ainsi, BDS décide de s'investir davantage sur Trackmania et recrute le suisse Yannex, en tant que joueur occasionnel et créateur de contenu. L'équipe suisse peut donc, pour la première fois, aligner deux concurrents à l'occasion de la ZrT TrackMania Cup 2022. Et ce choix s'avèrera plus que payant puisqu'en plus de la finale de Yannex (en duo avec Acide), Affi (en duo avec Gwen) remporte la compétition. C'est donc avec le plein de confiance que Affi arrive pour la coupe du monde. Après une phase de groupe moyenne, il échoue, lors des demi-finales, à seulement 1 point de la qualification en finale. Durant l'été, il participe à l'Arctic Gaming Experience 2022 mais ne qualifie pas pour les play-offs.
Le 1er Août 2023, Affi annonce quitter la structure BDS pour rejoindre une autre organisation Esport.
Le 29 septembre 2023, Team BDS annonce son retrait de la TMGL et du circuit compétitif de Trackmania, libérant ainsi son dernier joueur Aurel.

### Effectif
| Nat. | Pseudo | Nom | Rôle | Date d'entrée |
| ---- | ------ | --- | ---- | ------------- |

|  | Yannex    | Yann Perroulaz | Créateur de contenu | 1er juin 2022 |
|  | Wingobear | Even Guillou   | Créateur de contenu |               |

## FIFA
La Team BDS s'associe avec l'Olympique de Marseille à partir de 2022, et est finaliste de l'eLigue 1, le championnat de France sur FIFA, en 2022 et 2023, à chaque fois battu par le FC Lorient, accompagné par la structure Atlantide Wave.